# Springfield (hrabstwo Walworth)
Springfield – jednostka osadnicza w Stanach Zjednoczonych, w stanie Wisconsin, w hrabstwie Walworth.